# قائمة حكام الإمارات العربية المتحدة
في ما يلي قائمة حكام إمارات دولة الإمارات العربية المتحدة منذ كونها إمارات منفصلة إلى ما بعد تكوين الاتحاد:

## حكام إمارة أبو ظبي
| سلالة آل نهيان من آل بوفلاح من بني ياس | سلالة آل نهيان من آل بوفلاح من بني ياس | سلالة آل نهيان من آل بوفلاح من بني ياس | سلالة آل نهيان من آل بوفلاح من بني ياس | سلالة آل نهيان من آل بوفلاح من بني ياس | سلالة آل نهيان من آل بوفلاح من بني ياس |
| #                                      | تولى الحكم                             | ترك الحكم                              | الاسم                                  | المدة الزمنية                          | ملاحظات                                |
| -------------------------------------- | -------------------------------------- | -------------------------------------- | -------------------------------------- | -------------------------------------- | -------------------------------------- |
| 1                                      | 1761م                                  | 1793م                                  | ذياب بن عيسى بن نهيان آل نهيان         | 33 سنةً                                 |                                        |
| 2                                      | 1793م                                  | 1816م                                  | شخبوط بن ذياب بن عيسى آل نهيان         | 24 سنةً                                 |                                        |
| 3                                      | 1816م                                  | 1818م                                  | محمد بن شخبوط بن ذياب آل نهيان         | 3 سنواتٍ                                |                                        |
| 4                                      | 1818م                                  | 1833م                                  | طحنون بن شخبوط بن ذياب آل نهيان        | 16 سنةً                                 |                                        |
| 5                                      | 1833م                                  | 1845م                                  | خليفة بن شخبوط بن ذياب آل نهيان        | 13 سنةً                                 |                                        |
| 6                                      | 1845م                                  | 1855م                                  | سعيد بن طحنون بن شخبوط آل نهيان        | 11 سنةً                                 |                                        |
| 7                                      | 1855م                                  | 1909م                                  | زايد بن خليفة بن شخبوط آل نهيان        | 55 سنةً                                 | عُرف بلقب (زايد الأول) أو زايد الكبير   |
| 8                                      | 1909م                                  | 1912م                                  | طحنون بن زايد بن خليفة آل نهيان        | 4 سنواتٍ                                |                                        |
| 9                                      | 1912م                                  | 1922م                                  | حمدان بن زايد بن خليفة آل نهيان        | 11 سنةً                                 |                                        |
| 10                                     | 1922م                                  | 1926م                                  | سلطان بن زايد بن خليفة آل نهيان        | 5 سنواتٍ                                |                                        |
| 11                                     | 1926م                                  | 1928م                                  | صقر بن زايد بن خليفة آل نهيان          | 3 سنواتٍ                                |                                        |
| 12                                     | 1928م                                  | 1966م                                  | شخبوط بن سلطان بن زايد آل نهيان        | 39 سنةً                                 |                                        |
| 13                                     | 6 أغسطس 1966م                          | 3 نوفمبر 2004م                         | زايد بن سلطان بن زايد آل نهيان         | 38 سنةً وشهران و28 يومًا                 |                                        |
| 14                                     | 3 نوفمبر 2004م                         | 13 مايو 2022م                          | خليفة بن زايد بن سلطان آل نهيان        | 17 سنةً و6 أشهرٍ و10 أيامٍ                |                                        |
| 15                                     | 14 مايو 2022م                          | شاغل المنصب                            | محمد بن زايد بن سلطان آل نهيان         | 3 سنواتٍ وشهران ويومان                  |                                        |

## حكامإمارة دبي
| سلالة آل مكتوم من آل بوفلاسة من بني ياس | سلالة آل مكتوم من آل بوفلاسة من بني ياس | سلالة آل مكتوم من آل بوفلاسة من بني ياس | سلالة آل مكتوم من آل بوفلاسة من بني ياس | سلالة آل مكتوم من آل بوفلاسة من بني ياس | سلالة آل مكتوم من آل بوفلاسة من بني ياس |
| #                                       | تولى الحكم                              | ترك الحكم                               | الاسم                                   | المدة الزمنية                           | ملاحظات                                 |
| --------------------------------------- | --------------------------------------- | --------------------------------------- | --------------------------------------- | --------------------------------------- | --------------------------------------- |
| 1                                       | 9 يونيو 1833م                           | 1852م                                   | مكتوم الأول بن بطي بن سهيل آل مكتوم     | 19 سنةً                                  |                                         |
| 2                                       | 1852م                                   | 1859م                                   | سعيد الأول بن بطي آل مكتوم              | 7 سنواتٍ                                 |                                         |
| 3                                       | 1859م                                   | 22 نوفمبر 1886م                         | حشر بن مكتوم آل مكتوم                   | 27 سنةً                                  |                                         |
| 4                                       | 22 نوفمبر 1886م                         | 7 أبريل 1894م                           | راشد الأول بن مكتوم آل مكتوم            | 7 سنواتٍ و4 أشهرٍ و16 يومًا                |                                         |
| 5                                       | 7 أبريل 1894م                           | 16 فبراير 1906م                         | مكتوم الثاني بن حشر آل مكتوم            | 11 سنةً و10 أشهرٍ و9 أيامٍ                 |                                         |
| 6                                       | 16 فبراير 1906م                         | نوفمبر 1912م                            | بطي بن سهيل الأول آل مكتوم              | 6 سنواتٍ و9 أشهرٍ                         |                                         |
| 7                                       | نوفمبر 1912م                            | 15 أبريل 1929م                          | سعيد الثاني بن مكتوم آل مكتوم           | 16 سنةً و5 أشهرٍ                          | (للمرة الأولى)                          |
| 8                                       | 15 أبريل 1929م                          | 18 أبريل 1929م                          | مانع بن راشد آل مكتوم                   | 3 أيامٍ                                  |                                         |
| 9                                       | 18 أبريل 1929م                          | 10 سبتمبر 1958م                         | سعيد الثاني بن مكتوم آل مكتوم           | 29 سنةً و4 أشهرٍ و23 يومًا                 | (للمرة الثانية)                         |
| 10                                      | 10 سبتمبر 1958م                         | 7 أكتوبر 1990م                          | راشد الثاني بن سعيد آل مكتوم            | 32 سنةً و27 يومًا                         |                                         |
| 11                                      | 7 أكتوبر 1990م                          | 4 يناير 2006م                           | مكتوم الثالث بن راشد آل مكتوم           | 15 سنةً وشهران و28 يومًا                  |                                         |
| 12                                      | 4 يناير 2006م                           | شاغل المنصب                             | محمد بن راشد آل مكتوم                   | 19 سنةً و6 أشهرٍ و12 يومًا                 |                                         |

## حكامإمارة الشارقة
| سلالة القاسمي | سلالة القاسمي   | سلالة القاسمي   | سلالة القاسمي                  | سلالة القاسمي              | سلالة القاسمي    |
| #             | تولى الحكم      | ترك الحكم       | الاسم                          | المدة الزمنية              | ملاحظات          |
| ------------- | --------------- | --------------- | ------------------------------ | -------------------------- | ---------------- |
| 1             | 1727م           | 1777م           | راشد بن مطر القاسمي            | 51 سنةً                     |                  |
| 2             | 1777م           | 1803م           | صقر الأول بن راشد القاسمي      | 27 سنةً                     |                  |
| 3             | 1803م           | 1840م           | سلطان الأول بن صقر القاسمي     | 38 سنةً                     | (الفترة الأولى)  |
| 4             | 1840م           | 1840م           | صقر الثاني بن سلطان القاسمي    | 0 سنةً                      |                  |
| 5             | 1840م           | 1866م           | سلطان الأول بن صقر القاسمي     | 27 سنةً                     | (الفترة الثانية) |
| 6             | 1866م           | 14 أبريل 1868م  | خالد الأول بن سلطان القاسمي    | 23 سنةً                     |                  |
| 7             | 14 أبريل 1868م  | مارس 1883م      | سالم بن سلطان القاسمي          | 14 سنةً و11 شهرًا            |                  |
| 8             | 1869م           | 1871م           | إبراهيم بن سلطان الأول القاسمي | 3 سنواتٍ                    |                  |
| 9             | مارس 1883م      | 13 أبريل 1914م  | صقر الثالث بن خالد القاسمي     | 31 سنةً وشهرًا واحدًا         |                  |
| 10            | 13 أبريل 1914م  | 21 نوفمبر 1924م | خالد الثاني بن أحمد القاسمي    | 10 سنواتٍ و7 أشهرٍ و8 أيامٍ   |                  |
| 11            | 21 نوفمبر 1924م | 23 مارس 1951م   | سلطان الثاني بن صقر القاسمي    | 26 سنةً و4 أشهرٍ ويومان      |                  |
| 12            | 23 مارس 1951م   | 21 مايو 1951م   | محمد بن صقر القاسمي            | شهرًا واحدًا و28 يومًا        |                  |
| 13            | 21 مايو 1951م   | 24 يونيو 1965م  | صقر الرابع بن سلطان القاسمي    | 14 سنةً وشهرًا واحدًا و3 أيامٍ |                  |
| 14            | 24 يونيو 1965م  | 24 يناير 1972م  | خالد الثالث بن محمد القاسمي    | 6 سنواتٍ و7 أشهرٍ            |                  |
| 15            | 25 يناير 1972م  | 25 يناير 1972م  | صقر الرابع بن سلطان القاسمي    | أقل من يوم                 |                  |
| 16            | 25 يناير 1972م  | 17 يونيو 1987م  | سلطان بن محمد القاسمي          | 15 سنةً و4 أشهرٍ و23 يومًا    |                  |
| 17            | 17 يونيو 1987م  | 23 يونيو 1987م  | عبد العزيز بن محمد القاسمي     | 6 أيامٍ                     |                  |
| 18            | 23 يونيو 1987م  | شاغل المنصب     | سلطان بن محمد القاسمي          | 38 سنةً و23 يومًا            |                  |

## حكامإمارة عجمان
| سلالة القراطسة من آل بوخريبان من النعيم | سلالة القراطسة من آل بوخريبان من النعيم | سلالة القراطسة من آل بوخريبان من النعيم | سلالة القراطسة من آل بوخريبان من النعيم | سلالة القراطسة من آل بوخريبان من النعيم | سلالة القراطسة من آل بوخريبان من النعيم |
| #                                       | تولى الحكم                              | ترك الحكم                               | الاسم                                   | المدة الزمنية                           | ملاحظات                                 |
| --------------------------------------- | --------------------------------------- | --------------------------------------- | --------------------------------------- | --------------------------------------- | --------------------------------------- |
| 1                                       | 17xxم                                   | 17xxم                                   | راشد الأول بن حميد النعيمي              | غير معروف                               |                                         |
| 2                                       | 17xxم                                   | 1816م                                   | حميد الأول بن راشد النعيمي              | غير معروف                               |                                         |
| 3                                       | 1816م                                   | 1838م                                   | راشد الثاني بن حميد النعيمي             | 23 سنةً                                  |                                         |
| 4                                       | 1838م                                   | 1841م                                   | حميد الثاني بن راشد النعيمي             | 4 سنواتٍ                                 | (الفترة الأولى)                         |
| 5                                       | 1841م                                   | 1848م                                   | عبد العزيز الأول بن راشد النعيمي        | 8 سنواتٍ                                 |                                         |
| 6                                       | 1848م                                   | 1873م                                   | حميد الثاني بن راشد النعيمي             | 26 سنةً                                  | (الفترة الثانية)                        |
| 7                                       | 1873م                                   | 1891م                                   | راشد الثالث بن حميد النعيمي             | 19 سنةً                                  |                                         |
| 8                                       | 1891م                                   | 1900م                                   | حميد الثالث بن راشد النعيمي             | 10 سنواتٍ                                |                                         |
| 9                                       | 1900م                                   | 1910م                                   | عبد العزيز الثاني بن حميد النعيمي       | 11 سنةً                                  |                                         |
| 10                                      | 1910م                                   | 1928م                                   | حميد الرابع بن عبد العزيز النعيمي       | 19 سنةً                                  |                                         |
| 11                                      | 1928م                                   | 6 سبتمبر 1981م                          | راشد الرابع بن حميد النعيمي             | 54 سنةً                                  |                                         |
| 12                                      | 6 سبتمبر 1981م                          | شاغل المنصب                             | حميد الخامس بن راشد النعيمي             | 43 سنةً و10 أشهرٍ و10 أيامٍ                |                                         |

## حكامإمارة أم القيوين
| #  | اسم الحاكم                     | فترة الحكم      | مدة الحكم | ملاحظات |
| -- | ------------------------------ | --------------- | --------- | --- |
| 1  | راشد بن ماجد المعلا            | 1768 - 1820     | 52 سنة    | تأسيس حكم المعلا وبناء حصن آل علي ليكون مركزاً للحكم ومسكناً للعائلة الحاكمة.                                   |
| 2  | عبد الله بن راشد المعلا        | 1820 - 1853     | 33 سنة    | ترسيخ استقرار الحكم وتوطيد مكانة الإمارة.                                                                     |
| 3  | علي بن عبد الله المعلا         | 1853 - 1873     | 20 سنة    | المحافظة على استقرار الإمارة وتعزيز العلاقات مع الجوار.                                                       |
| 4  | أحمد بن عبد الله المعلا        | 1873 - 1904     | 31 سنة    | تعزيز الأمن الداخلي وتطوير شؤون الإمارة.                                                                      |
| 5  | راشد بن أحمد المعلا            | 1904 - 1922     | 18 سنة    | دعم استقرار الإمارة وتطوير شؤونها الإدارية.                                                                   |
| 6  | عبد الله بن راشد المعلا الثاني | 1922 - 1923     | 1 سنة     | فترة حكم قصيرة، المحافظة على استمرارية الحكم.                                                                 |
| 7  | حمد بن إبراهيم المعلا          | 1923 - 1929     | 6 سنوات   | إدارة الإمارة في فترة انتقالية وتثبيت الحكم.                                                                  |
| 8  | أحمد بن راشد المعلا            | 1929 - 1981     | 52 سنة    | تأسيس دائرة البلدية، تعزيز البنية التحتية، إنشاء الشرطة، دعم التعليم والصحة، والمشاركة في تأسيس الاتحاد.      |
| 9  | راشد بن أحمد المعلا الثاني     | 1981 - 2009     | 28 سنة    | تنفيذ مشاريع تنموية، تطوير البنية التحتية، وترميم حصن آل علي وتحويله إلى متحف وطني.                           |
| 10 | سعود بن راشد بن أحمد المعلا    | 2009 - حتى الآن | 16 سنة    | نهضة تنموية شاملة، تطوير البنية التحتية، تعزيز الاقتصاد والاستدامة، استراتيجية الاقتصاد الأزرق، مشاريع خيرية. |

## حكامإمارة رأس الخيمة
| #  | اسم الحاكم                   | فترة الحكم      | مدة الحكم  | ملاحظات                                                                           |
| -- | ---------------------------- | --------------- | ---------- | --------------------------------------------------------------------------------- |
| 1  | رحمة بن مطر القاسمي          | 1751 – 1760     | 9 سنوات    | من أوائل شيوخ القواسم المؤسسين للنفوذ البحري في الخليج                            |
| 2  | راشد بن مطر القاسمي          | 1760 – 1777     | 17 سنة     | واصل توسيع نفوذ القواسم                                                           |
| 3  | صقر بن راشد القاسمي          | 1777 – 1803     | 26 سنة     | شهدت الإمارة في عهده قوة بحرية كبيرة                                              |
| 4  | سلطان الأول بن صقر القاسمي   | 1803 – 1809     | 6 سنوات    | حكم رأس الخيمة والشارقة معاً، ثم عاد للحكم لاحقاً                                   |
| 5  | حسن بن رحمة القاسمي          | 1809 – 1813     | 4 سنوات    |                                                                                   |
| 6  | سلطان الأول بن صقر القاسمي   | 1813 – 1866     | 53 سنة     | من أبرز حكام القواسم، أعاد بناء القوة البحرية، ونقل العاصمة للشارقة فترة من الزمن |
| 7  | إبراهيم بن سلطان القاسمي     | 1867 – 1868     | سنة واحدة  | حكم قصير جداً بعد وفاة سلطان بن صقر                                                |
| 8  | حميد بن عبد الله القاسمي     | 1869 – 1900     | 31 سنة     | أول من حكم رأس الخيمة كإمارة منفصلة عن الشارقة                                    |
| 9  | صقر بن خالد القاسمي          | 1900 – 1910     | 10 سنوات   |                                                                                   |
| 10 | حمد بن ماجد بن سلطان القاسمي | 1900            | أقل من سنة | حكم لفترة قصيرة جداً                                                               |
| 11 | خالد بن صقر بن خالد القاسمي  | 1900 – 1908     | 8 سنوات    |                                                                                   |
| 12 | سالم بن سلطان القاسمي        | 1908 – 1917     | 9 سنوات    |                                                                                   |
| 13 | محمد بن سالم القاسمي         | 1917 – 1919     | سنتان      |                                                                                   |
| 14 | سلطان بن سالم القاسمي        | 1919 – 1948     | 29 سنة     |                                                                                   |
| 15 | صقر بن محمد بن سالم القاسمي  | 1948 – 2010     | 62 سنة     | أطول حكام رأس الخيمة حكماً، شهدت الإمارة في عهده نهضة عمرانية واقتصادية            |
| 16 | سعود بن صقر القاسمي          | 2010 – حتى الآن | منذ 2010   | الحاكم الحالي، يشرف على مشاريع تنموية واقتصادية كبرى في الإمارة                   |

## حكامإمارة الفجيرة
| سلالة الحفيتات من الشرقيين | سلالة الحفيتات من الشرقيين | سلالة الحفيتات من الشرقيين | سلالة الحفيتات من الشرقيين | سلالة الحفيتات من الشرقيين | سلالة الحفيتات من الشرقيين |
| #                          | تولى الحكم                 | ترك الحكم                  | الاسم                      | المدة الزمنية              | ملاحظات                    |
| -------------------------- | -------------------------- | -------------------------- | -------------------------- | -------------------------- | -------------------------- |
| 1                          | 1879م                      | 1936م                      | حمد بن عبد الله الشرقي     | 58 سنةً                     |                            |
| 2                          | 1936م                      | 1938م                      | سيف بن حمد الشرقي          | 3 سنواتٍ                    |                            |
| 3                          | 1938م                      | 18 سبتمبر 1974م            | محمد بن حمد الشرقي         | 38 سنةً                     |                            |
| 4                          | 18 سبتمبر 1974م            | شاغل المنصب                | حمد بن محمد الشرقي         | 50 سنةً و9 أشهرٍ و28 يومًا    |                            |